# 馬學義 (京劇鼓師)
馬學義，京劇鼓師，在北京中國國家京劇院（以前的中國京劇院）工作，以藝術成就獲評中國國家1級演員職稱。
中國戲曲學校（現在的中國戲曲學院和中國戲曲學院附中）畢業，師從白登雲先生。
曾與譚元壽、梅葆玖、于魁智、孫毓敏等京劇表演藝術家合作。
曾應邀到台灣講學，教京劇司鼓藝術。